# Карфи
Карфи, греч. Καρφί — малоизученный археологический памятник позднего периода минойской цивилизации на острове Крит. Расположен высоко в Диктейских горах, чем напоминает высокогорное поселение Мачу-Пикчу в Перу. Возник после крушения Микенской цивилизации под ударами дорийцев и народов моря около   1100 г. до н. э.

## Характеристика
Во времена Микенской цивилизации минойцы (коренные критяне) продолжали жить на острове, сохранили свой язык и культы. Они занимали подчинённое положение по отношению к пришельцам-грекам, однако активно участвовали в местной культуре. Памятники Линейного письма Б, записанные на греческом языке, свидетельствуют о том, что писцы этих табличек, как минимум, владели минойским языком, из которого в табличках используются многочисленные термины и аббревиатуры. Дорийцы, напротив, полностью разрушили остатки прежней культуры. Последние памятники, связанные с минойской материальной культурой, существовали высоко в горах, в местах, недоступных для дорийцев.
В Карфи обнаружены комплексы домов, состоящий из трёх частей мегарон с очагом и святилищем, в котором найдены вотивные фигуры. По поводу датировки памятника между археологами ведутся дискуссии.
Джон Пендлбери и Британская археологическая школа вели интенсивные раскопки Карфи в 1937 и 1939 гг. Суиндейл (Swindale) считает, что им удалось раскопать лишь треть поселения. Невдалеке от поселения обнаружен минойский некрополь позднеминойского периода IIIc (датировка по керамике).